# Levinus Eekmans
Levinus Eekmans († 1641) war ein deutscher Orgelbaumeister.

## Leben
Er arbeitete im deutschen nordwestlichen Raum bis in die Niederlande und stammt möglicherweise aus Blomberg (Lippe). Um 1621 lebte er wohl zeitweise in Norden. Als Werk Arbeit ist die Orgel der Kirche in Midwolde bei Leek (Groningen) nachgewiesen, die er 1630 gebaut hat. Einen Orgelneubau in der Laurenskerk zu Alkmaar begann er zwar 1639, beendete diese Arbeit aber nicht, weil er bereits 1641 starb.

## Nachgewiesene Werke
| Jahr      | Ort               | Kirche         | Bild | Manuale | Register | Bemerkungen |
| --------- | ----------------- | -------------- | ---- | ------- | -------- | --- |
| 1630      | Midwolde bei Leek | Hervormde Kerk |      | I       | 7        | Als Hausorgel gebaut; von dem gleichnamigen Nachkommen von Andreas de Mare 1657 zu einer Kirchenorgel umgebaut. |
| 1639–1646 | Alkmaar           | Laurenskerk    |      | III/P   | 56       | Von Jacobus van Hagerbeer vollendet, 1723–1725 umgebaut und erweitert von Franz Caspar Schnitger.               |